# Вентоза-ду-Байрру
Вентоза-ду-Байрру (порт. Ventosa do Bairro; МФА: [vẽ.ˈto.zɐ du bɐ.ˈi.ʁu]) — парафія в Португалії, у муніципалітеті Меаляда. Розташована в західній частині країни, на теренах історичної португальської провінції Бейра. Входить до складу округу Авейру. За адміністративним поділом, чинним до 1976 року, терени парафії були складовою провінції Берегова Бейра. Належить до Авейрівської діоцезії Католицької церкви. Патрон — Діва Марія. Площа — 7,0907 км². Населення — 1002 ос. (2011). Слабо урбанізований регіон. Густота населення — 141,31 осіб/км²
. Код — 011108.

## Населення
| Кількість мешканців | Кількість мешканців | Кількість мешканців | Кількість мешканців | Кількість мешканців | Кількість мешканців | Кількість мешканців | Кількість мешканців | Кількість мешканців | Кількість мешканців | Кількість мешканців | Кількість мешканців | Кількість мешканців | Кількість мешканців | Кількість мешканців |
| ------------------- | ------------------- | ------------------- | ------------------- | ------------------- | ------------------- | ------------------- | ------------------- | ------------------- | ------------------- | ------------------- | ------------------- | ------------------- | ------------------- | ------------------- |
| 1864                | 1878                | 1890                | 1900                | 1911                | 1920                | 1930                | 1940                | 1950                | 1960                | 1970                | 1981                | 1991                | 2001                | 2011                |
| 1.050               | 1.123               | 1.277               | 1.302               | 1.391               | 1.436               | 1.639               | 1.825               | 1.988               | 2.119               | 1.226               | 1.247               | 1.099               | 1.186               | 1.002               |